# Marcellaz-Albanais
Marcellaz-Albanais település Franciaországban, Haute-Savoie megyében. Lakosainak száma 1985 fő (2022. január 1.). Marcellaz-Albanais Boussy, Chapeiry, Chavanod, Étercy, Hauteville-sur-Fier, Montagny-les-Lanches, Saint-Sylvestre és Sales községekkel határos.

## Népesség
A település népességének változása:
| Lakosok száma | 1816 | 1861 | 1929 | 1906 | 1930 | 1953 | 1977 | 1957 | 1985 |
|               | 2013 | 2015 | 2016 | 2017 | 2018 | 2019 | 2020 | 2021 | 2022 |